# Сивопръстенчата кралска змия
Сивопръстенчата кралска змия (Lampropeltis alterna) е вид змия от семейство Смокообразни (Colubridae).

## Разпространение
Видът е разпространен в Мексико и САЩ.